# Calibio

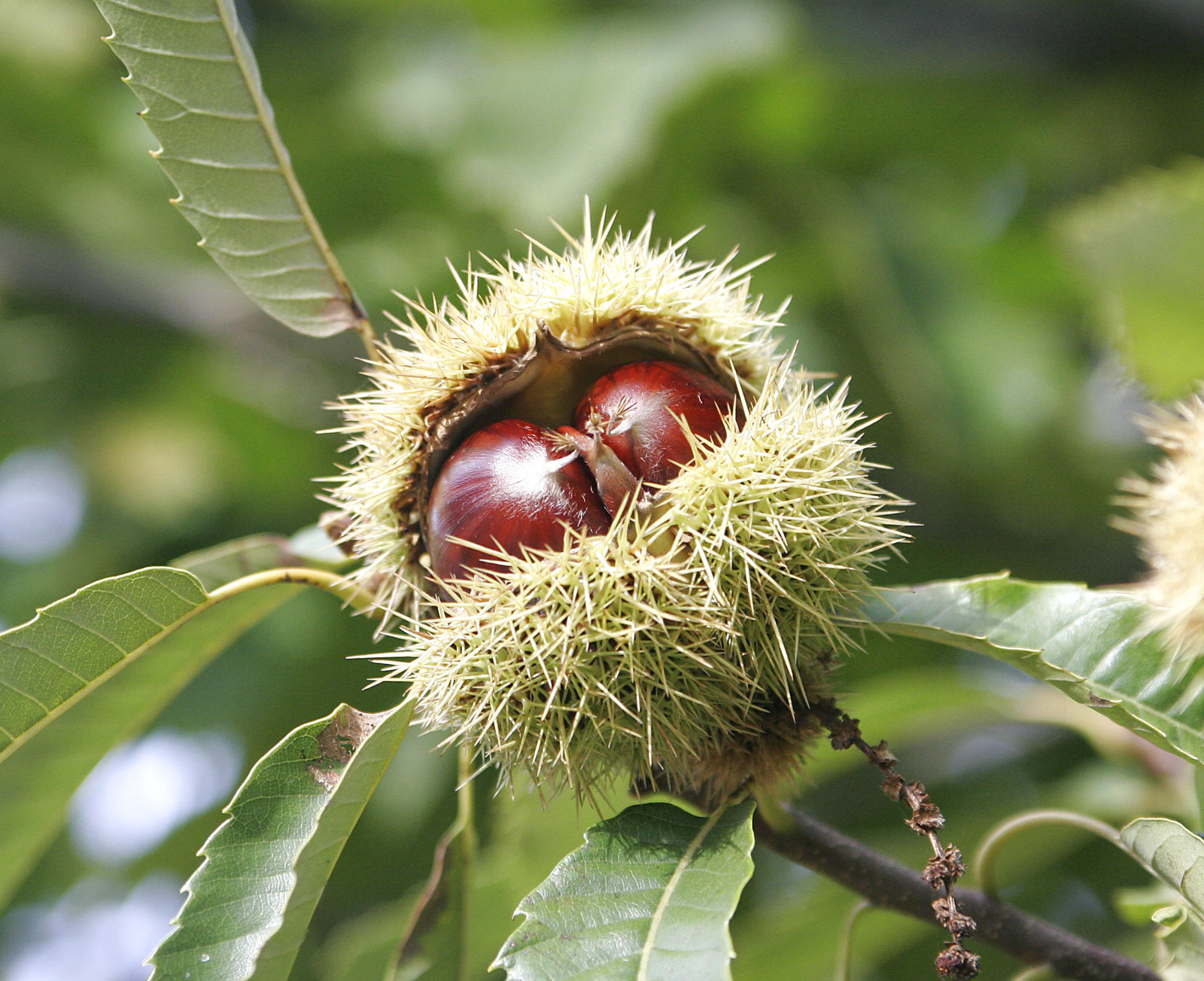
Infrutescencia del castaño: castañas in situ en su calibio o cúpula.

En botánica, un calibio es una formación de naturaleza axial que rodea y protege, más o menos totalmente, los frutos o infrutescencias de los representantes de la familia Fagaceae. Así las bellotas, las castañas y los hayucos. Llamado también cúpula.
El término proviene del neologismo latino calybium, derivado del griego χαλύβιόν, choza, cabaña, aludiendo a su función protectora.